# Dhoo
Der Fluss Dhoo ist ein größerer Fluss auf der Isle of Man. Der Fluss entspringt bei Marown, fließt durch das Dorf Crosby und dann östlich gegen Douglas. In den Außenregionen von Douglas fließt er mit dem Glass zusammen und bildet den River Douglas, dem namensgebenden Fluss der Stadt. Der Name Dhoo bedeutet „schwarz“ oder „dunkel“. Der Fluss ist etwa 10,5 Kilometer lang.